# يوكا-لايلي
يوكا-لايلي (بالإنجليزية: Yooka-Laylee)‏، هي لعبة فيديو إلكترونية ستصدر يوم 11 أبريل 2017م، وتعمل لأنظمة متعددة ومنها بلاي ستيشن 4 وإكس بوكس ون ومايكروسوفت ويندوز وغيرها، كما سيصدر لاحقاً لنظام نينتندو سويتش.